# 8425 Zirankexuejijin
8425 Zirankexuejijin è un asteroide della fascia principale. Scoperto nel 1997, presenta un'orbita caratterizzata da un semiasse maggiore pari a 2,2640798 UA e da un'eccentricità di 0,0658667, inclinata di 3,65327° rispetto all'eclittica.